# Rhizophora racemosa
Rhizophora racemosa là một loài thực vật có hoa trong họ Rhizophoraceae. Loài này được G.Mey. miêu tả khoa học đầu tiên năm 1818.
Loài cây này có phạm vi phân bố manh mún trên bờ biển Thái Bình Dương của Trung và Nam Mỹ, xảy ra ở những nơi trên bờ biển Đại Tây Dương của châu lục đó và có dải rộng hơn trên bờ biển Đại Tây Dương của Tây Phi.

## Hình ảnh

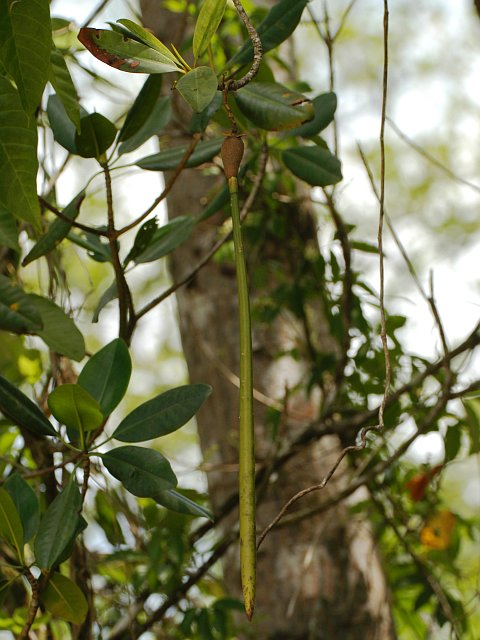
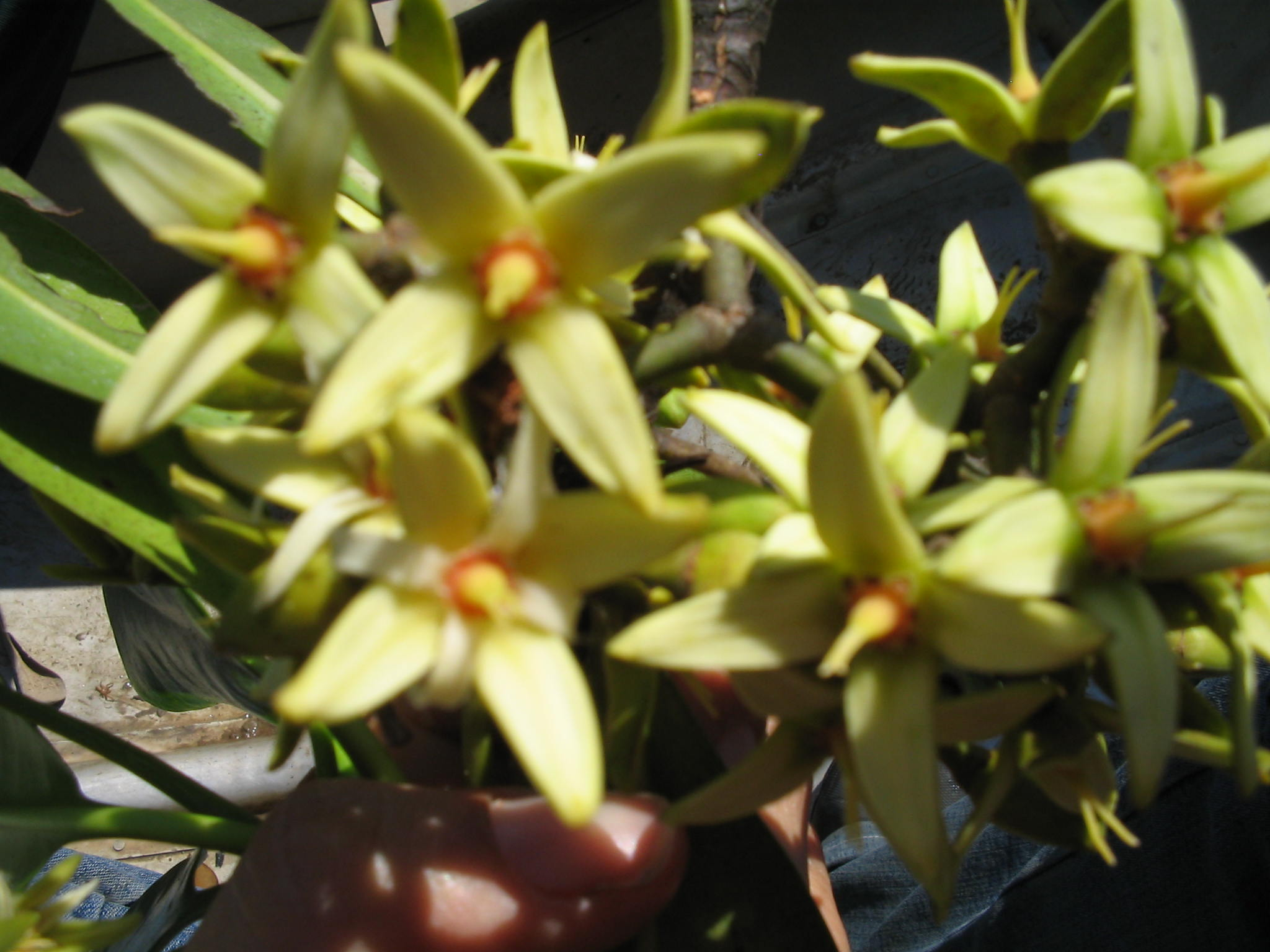